# Чемпіонат Європи з легкої атлетики в приміщенні 1989
Чемпіонат Європи з легкої атлетики в приміщенні 1989 відбувся 18–19 лютого у Гаазі в палаці «Гаутрюст».

## Призери

### Чоловіки
| Дисципліни            | Золото                        | Золото      | Срібло                       | Срібло   | Бронза                         | Бронза   |
| --------------------- | ----------------------------- | ----------- | ---------------------------- | -------- | ------------------------------ | -------- |
| 60 метрів             | Андреас Бергер Австрія        | 6,56        | Маттіас Шліхт ФРН            | 6,58     | Майкл Россвесс Велика Британія | 6,59     |
| 200 метрів            | Аде Мафе Велика Британія      | 20,92       | Джон Реджіс Велика Британія  | 21,00    | Брюно Марі-Роз Франція         | 21,14    |
| 400 метрів            | Гаєта Корнет Іспанія          | 46,21       | Браян Віттл Велика Британія  | 46,49    | Клаус Юст ФРН                  | 46,80    |
| 800 метрів            | Стів Герд Велика Британія     | 1.48,84     | Роб Дрюпперс Нідерланди      | 1.48,96  | Йоахім Гайдген ФРН             | 1.49,75  |
| 1500 метрів           | Ерве Феліппо Франція          | 3.47,42     | Хан Кюлкер Нідерланди        | 3.47,57  | Сергій Афанасьєв СРСР          | 3.47,63  |
| 3000 метрів           | Дітер Бауманн ФРН             | 7.50,43     | Абель Антон Іспанія          | 7.51,88  | Джеккі Карльє Франція          | 7.52,23  |
| 60 метрів з бар'єрами | Колін Джексон Велика Британія | 7,59        | Хольгер Поланд НДР           | 7,65     | Філіпп Турре Франція           | 7,67     |
| Ходьба 5000 метрів    | Михайло Щенніков СРСР         | 18.35,60 CR | Роман Мразек Чехословаччина  | 18.40,11 | Джованні де Бенедіктіс Італія  | 18.43,45 |
| Стрибки у висоту      | Дітмар Мегенбург ФРН          | 2,33        | Далтон Грант Велика Британія | 2,33     | Олексій Ємелін СРСР            | 2,30     |
| Стрибки з жердиною    | Григорій Єгоров СРСР          | 5,75        | Ігор Потапович СРСР          | 5,75     | Мирослав Хмара Польща          | 5,70     |
| Стрибки у довжину     | Еміл Меллард Нідерланди       | 8,14        | Антоніо Коргос Іспанія       | 8,12     | Франс Мас Нідерланди           | 8,11     |
| Потрійний стрибок     | Микола Мусієнко СРСР          | 17,29       | Фолькер Май НДР              | 17,03    | Мілан Мікулаш Чехословаччина   | 16,93    |
| Штовхання ядра        | Ульф Тіммерманн НДР           | 21,68       | Карстен Штольц ФРН           | 20,22    | Георг Андерсен Норвегія        | 20,22    |

### Жінки
| Дисципліни            | Золото                        | Золото      | Срібло                       | Срібло   | Бронза                      | Бронза   |
| --------------------- | ----------------------------- | ----------- | ---------------------------- | -------- | --------------------------- | -------- |
| 60 метрів             | Неллі Коман Нідерланди        | 7,15        | Лоранс Білі Франція          | 7,19     | Сіско Ханхійокі Фінляндія   | 7,23     |
| 200 метрів            | Марі-Жозе Перек Франція       | 23,21       | Регула Ебі Швейцарія         | 23,38    | Сабіна Трегер Австрія       | 23,70    |
| 400 метрів            | Саллі Ганнелл Велика Британія | 52,04       | Марина Шмоніна СРСР          | 52,36    | Аніта Протті Швейцарія      | 52,57    |
| 800 метрів            | Дойна Мелінте Румунія         | 1.59,89     | Еллен Кісслінг НДР           | 2.01,24  | Тетяна Гребенчук СРСР       | 2.01,63  |
| 1500 метрів           | Паула Іван Румунія            | 4.07,16     | Марина Ячменьова СРСР        | 4.07,77  | Світлана Кітова СРСР        | 4.08,36  |
| 3000 метрів           | Еллі ван Хюлст Нідерланди     | 9.10,01     | Ніккі Морріс Велика Британія | 9.12,37  | Марічіка Пуйке Румунія      | 9.15,49  |
| 60 метрів з бар'єрами | Йорданка Донкова Болгарія     | 7,87        | Людмила Нарожиленко СРСР     | 7,94     | Габріела Ліппе ФРН          | 7,96     |
| Ходьба 3000 метрів    | Беате Андерс НДР              | 12.21,91 CR | Ілеана Сальвадор Італія      | 12.32,40 | Марія Реєс Собріно Іспанія  | 12.39,50 |
| Стрибки у висоту      | Галина Астафей Румунія        | 1,96        | Ганне Гогланн Норвегія       | 1,96     | Маріс Еванже-Епе Франція    | 1,91     |
| Стрибки у довжину     | Галина Чистякова СРСР         | 6,98        | Іоланда Чен СРСР             | 6,86     | Рінга Ропо-Юнніла Фінляндія | 6,62     |
| Штовхання ядра        | Штефані Шторп ФРН             | 20,30       | Гайке Гартвіг НДР            | 20,03    | Ірис Плотцицька ФРН         | 19,79    |

## Медальний залік
| Місце                | Країна               | Золото | Срібло | Бронза | Загалом |
| -------------------- | -------------------- | ------ | ------ | ------ | ------- |
| 1                    | СРСР                 | 4      | 5      | 4      | 13      |
| 2                    | Велика Британія      | 4      | 4      | 1      | 9       |
| 3                    | ФРН                  | 3      | 2      | 3      | 8       |
| 4                    | Нідерланди           | 3      | 2      | 1      | 6       |
| 5                    | Румунія              | 3      | 0      | 1      | 4       |
| 6                    | НДР                  | 2      | 4      | 1      | 7       |
| 7                    | Франція              | 2      | 1      | 4      | 7       |
| 8                    | Іспанія              | 1      | 2      | 1      | 4       |
| 9                    | Австрія              | 1      | 0      | 1      | 2       |
| 10                   | Болгарія             | 1      | 0      | 0      | 1       |
| 11                   | Італія               | 0      | 1      | 1      | 2       |
| 11                   | Норвегія             | 0      | 1      | 1      | 2       |
| 11                   | Чехословаччина       | 0      | 1      | 1      | 2       |
| 11                   | Швейцарія            | 0      | 1      | 1      | 2       |
| 15                   | Фінляндія            | 0      | 0      | 2      | 2       |
| 16                   | Польща               | 0      | 0      | 1      | 1       |
| Загалом (16 збірних) | Загалом (16 збірних) | 24     | 24     | 24     | 72      |

## Відео
- Відеозвіт (частина 1) на YouTube
- Відеозвіт (частина 2) на YouTube
- Відеозвіт (частина 3) на YouTube
- Відеозвіт (частина 4) на YouTube
- Відеозвіт (частина 5) на YouTube

## Виступ українців
| Чоловіки (2) | Чоловіки (2)    | Чоловіки (2) | Чоловіки (2)     |
| Місце        | Атлет           | Дисципліна   | Результат        |
| ------------ | --------------- | ------------ | ---------------- |
| 1            | Микола Мусієнко | потрійний    | 17,29            |
| пф           | Микола Разгонов | 200 м        | 21,59 (21,53)[a] |

| Жінки (0)       | Жінки (0) | Жінки (0)  | Жінки (0) |
| Місце           | Атлетка   | Дисципліна | Результат |
| --------------- | --------- | ---------- | --------- |
| участі не брали |           |            |           |

a  У дужках вказаний більш високий результат, що був показаний на попередній стадії змагань (у забігу).